# Park prirode Lonjsko polje
Park prirode Lonjsko polje, sa svojom površinom od 50.650 ha, najveće je zaštićeno močvarno područje ne samo u Republici Hrvatskoj, već i u cijelom dunavskom porječju. Nalazi u aluvijalnoj ravnici rijeke Save u središnjem slivu rijeke Save, između gradova Siska i Stare Gradiške. Čine ga tri polja: Lonjsko, Mokro i Poganovo. 
Ubraja se među najugroženije močvarne dijelove u svijetu, iako ga štiti Ramsarska konvencija od 3. veljače 1993. godine.

## Prirodne odlike
Najznačajniji ekološki element u Parku prirode Lonjsko polje su poplave koje se mogu dogoditi u bilo koje doba godine, zbog izvanrednih konstelacija rijeke Save i njezinih pritoka. Vodeni valovi su često jako veliki i Park prirode Lonjsko polje ima vrlo važnu ulogu kao sustav obrane od poplava za okolno stanovništvo. U ovom mikroreljefu nastaje mozaik različitih staništa tipičnih za poplavljena područja, što je rezultiralo bogatoj ponudi različitih obilježja kao što su razne vrste vlažnih šuma, travnjaci, livade, razne vrste močvarnih staništa i vlažnih područja, ali i jaraka i kanala, kao rezultat dugogodišnjeg ljudskog utjecaja. Područje parka od oko 12.000 ha pašnjaka koriste goveda svih mještana. Oni su posljednji primjeri kulturnog krajolika koje se nekada rasprostirao po cijeloj srednjoj Europi sve do kraja 19. stoljeća. S najvećom koncentracijom autohtonih pasmina (hrvatski posavac, turopoljska svinja, slavonsko-srijemsko sivo govedo) u Hrvatskoj, oni predstavljaju jedinstveni način upravljanja pašnjacima i u isto vrijeme su jedna od najvažnijih staništa za veliki broj rijetkih i ugroženih biljnih i životinjskih vrsta.
Prema kriterijima smjernica o pticama Europske unije, park pripada važnim staništima za ptice (Important Birds Area – IBA). Među ostalim, obitavaju: bijela roda, čaplja žličarka, orao štekavac (Haliaeetus albicilla), divlja patka, obični škanjac, kosac (Crex crex), mali kormoran (Phalacrocorax pygmeus), te ugrožene vrste kao što su: stepski sokol (Falco cherrug), patka njorka (Aythya nyroca), i dr. U parku se nalazi i selo Čigoč u kojemu gotovo svaka kuća ima „svoje” gnijezdo roda, zbog čega je 1994. god. proglašeno za „Europsko selo roda”.
Tu obitava i veliki broj drugih životinja kao što su: vidra, oštrouhi netopir (Myotis bechsteinii), barska kornjača (Emys orbicularis), obična gatalinka (Hyla arborea), podunavski vodenjak (Triturus dobrogicus); te ribe: crnka (Umbra krameri), kečiga (Acipenser ruthenus), mladica (Hucho hucho), velika nežica (Cobitis elongata), dunavski šaran (Romanogobio uranoscopus), crvenorepa bjelica (Rutilus pigus), balavac prugasti (Gymnocephalus schraetser), mali vretenar (Zingel streber); ali i insekti kao što su: leptir Lycaena dispar, Carabus intricatus i ugrožena alpska rozalija (Rosalia alpina).

## Poveznice
- Hrvatski nacionalni parkovi i parkovi prirode

## Vanjske poveznice
- Park prirode 'Lonjsko polje'
- Selo roda Čigoč  Arhivirana inačica izvorne stranice od 14. svibnja 2010. (Wayback Machine)
- www.robertlesjr.from.hr  Arhivirana inačica izvorne stranice od 29. rujna 2007. (Wayback Machine) – Autohtona rasa konja u Lonjskom polju